# Иваньковский район
Ива́ньковский райо́н — административно-территориальная единица в составе Московской и Тульской областей РСФСР, существовавшая в 1929—1963 годах. Административный центр — село Иваньково.
Иваньковский район был образован 12 июля 1929 года в составе Серпуховского округа Московской области. В состав района вошли следующие сельсоветы бывшего Каширского уезда Московской губернии:
- из Захарьинской волости: Борисовский, Верхне-Красинский, Захарьинский, Капенкинский, Нефедьевский, Овечкинский, Одинцовский, Тунаевский, Хреновский
- из Иваньковской волости: Башинский, Богословский, Вележевский, Восемский, Жижелинский, Иваньковский
- из Климовской волости: Каверинский, Княже-Слободский, Кузьмищевский, Страховский
- из Кутуковской волости: Белугинский, Больше-Хорошевский, Григорьевский, Жерновский, Красно-Убережский, Кутуковский, Макаровский, Хатавский
- из Мокринской волости: Знаменский, Климовский, Мокринский.

20 мая 1930 года Жерновский с/с был передан в Серпуховский район.
После ликвидации округов в 1930 году Иваньковский район перешёл в прямое подчинение Московской области.
31 марта 1933 года был упразднён Красино-Убережский с/с, а 22 марта 1934 года — Больше-Хорошевский с/с.
21 февраля 1935 года Знаменский и Мокринский с/с были переданы в новый Мордвесский район.
26 сентября 1937 года Иваньковский район был отнесён к Тульской области.
1 февраля 1963 года Иваньковский район был упразднён.